# Julieta Cardinali

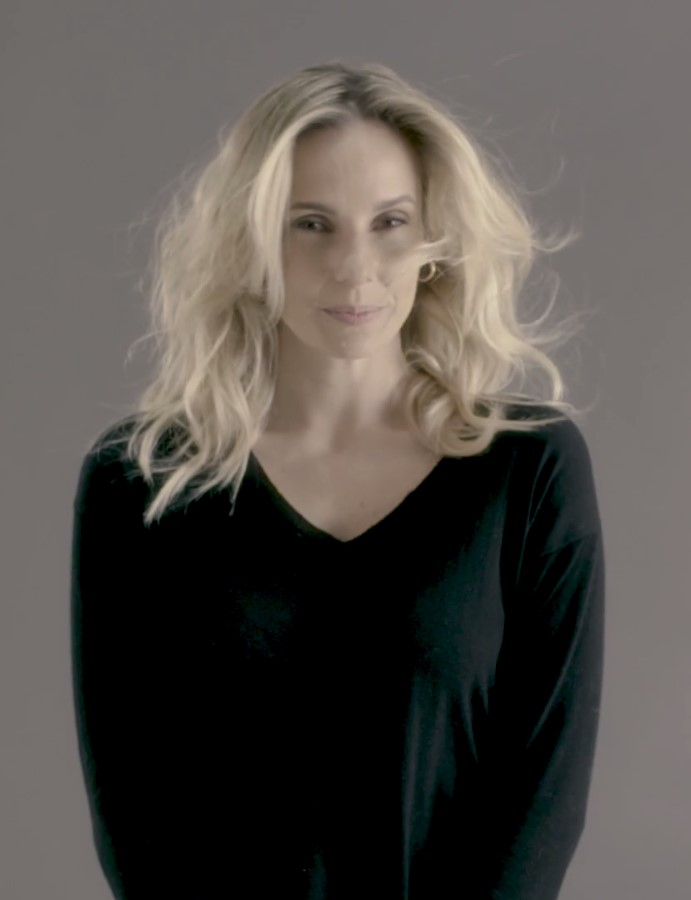
Julieta Cardinali, 2017

Julieta Cardinali (* 21. Oktober 1977 in Buenos Aires) ist eine argentinische Schauspielerin.

## Leben und Karriere
Julieta Cardinali wurde 1977 in der argentinischen Hauptstadt Buenos Aires geboren. Ihre schauspielerische Ausbildung bekam sie bei dem populären argentinischen Schauspieler Julio Chávez. Bereits 1991 gab sie ihr Filmdebüt im Alter von 14 Jahren in El show de Xuxa. Im deutschsprachigen Raum wurde sie durch ihre mehrfach preisgekrönte Darstellung der legendären argentinischen Präsidentengattin Evita Peron in der spanischen Miniserie Brief an Evita aus dem Jahr 2012 bekannt.
Julieta Cardinali war mehrere Jahre mit dem argentinischen Regisseur Alejandro Agresti liiert. Seit 2005 lebte sie mit dem Sänger Andrés Calamaro zusammen, den sie im Juli 2010 heiratete. Bereits im Dezember 2010 erfolgte die Trennung des Paares. Aus dieser Beziehung hat sie eine 2007 geborene Tochter.

## Filmografie (Auswahl)
- 1991: El show de Xuxa
- 1998: Buenos Aires me mata
- 2002: Valentin – Mutter gesucht (Valentin)
- 2003: Dormir al sol
- 2004: Un Mundo menos peor
- 2005: La Suerte está echada
- 2007: La Antena
- 2008: Fabian Road
- 2012: Brief an Evita (Carta a Eva)
- 2013: Lectura Según Justino
- 2013: Farsantes (Fernsehserie)
- 2014: Necrofobia
- 2021: Paartherapie mal anders (Terapia alternativa, Fernsehserie)

## Auszeichnungen und Nominierungen
- 2001 Argentine Film Critics Association Awards: Nominierung als Beste Newcomerin für Una Noche con Sabrina Love.
- 2004 Argentine Film Critics Association Awards: Nominierung als Beste Nebendarstellerin für Valentin
- 2005 Filmfestival von Gramado: Auszeichnung als Beste Schauspielerin für Un Mundo menos peor.
- 2013 Biarritz International Festival: Auszeichnung als Beste Schauspielerin für Brief an Evita.
- 2013 Monte-Carlo TV Festival: Auszeichnung  als Außerordentliche Schauspielerin für Brief an Evita.